# ۲۳۱۶۴ گورکن
سیارک ۲۳۱۶۴ (به انگلیسی: 23164 Badger، نامگذاری:2000GR73) بیست و سه هزار و صد و شصت و چهارمین سیارک کشف شده‌است که در ۵ آوریل ۲۰۰۰ کشف شد.
قدر مطلق سیارک برابر ۱۳.۵ است.